# Station Margival
Margival station is een treinstation gelegen op het grondgebied van de gemeente Margival in het departement Aisne, in de regio Hauts-de-France. Het station ligt aan de lijn van La Plaine naar Hirson en Anor (grens), en wordt aangedaan door treinen van TER Hauts-de-France.
In de dienstregeling van september 2022 stopt er twee keer per week een trein, op zaterdag, 's ochtends richting Laon en 's avonds één richting Crepy-en-Valois.

## Geschiedenis

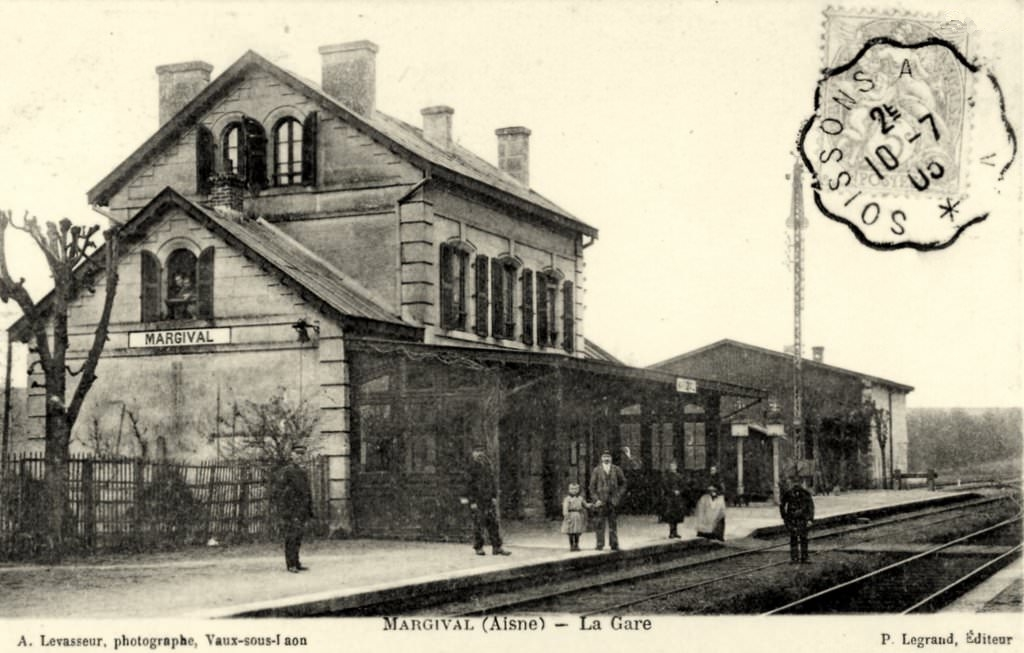
Ansichtkaart van het station in 1903.
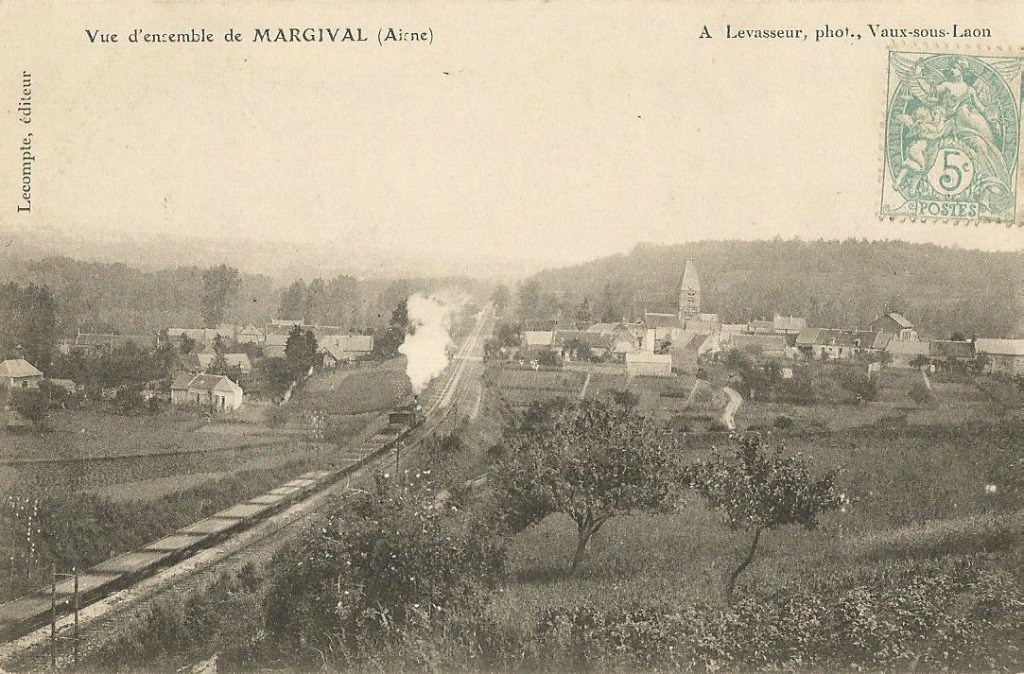
Panorama van Margival rond 1905 met een stoomtrein op de lijn.
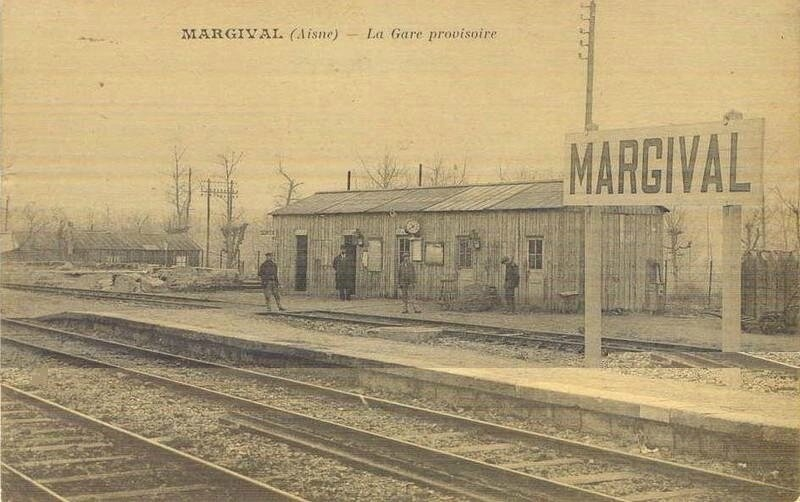
Het tijdelijke station dat na de wapenstilstand geplaatst is.

Het station, gelegen op de lijn van de lijn van Soissons naar Laon, werd in 1866 geopend. Het werd tijdens de Eerste Wereldoorlog  in maart 1917 door de Duitsers verwoest tijdens hun terugtrekking naar de Hindenburglinie. Na de wapenstilstand werd een tijdelijk houten station gebouwd dat later vervangen is door het huidige gebouw.